# Nedo Mion Ferrario
Nedo Mion Ferrario (Milán, Italia, 23 de septiembre de 1926-2001) es  un diseñador gráfico italiano, considerado pionero del diseño gráfico venezolano. Diversas generaciones de venezolanos han adquirido sólidos conocimientos del diseño, la tipografía y el dibujo gracias al patrimonio histórico-artístico legado por el maestro en Venezuela, quien fue un artista muy prolífico, hábil acuarelista e ilustrador. Gran parte de su vida la dedicó al diseño y la docencia.

## Biografía
Nedo diseñó unos sesenta alfabetos para ser utilizados en carteles, catálogos y logotipos, algunos de ellos dentro de la denominada familia Imposible, otros identificados como Reversibles y Computables. Dichos alfabetos radican en la realización de un trabajo sin descanso, movido siempre desde una exploración profunda y coherente de la geometría. Su pasión por las formas imposibles y la fabricación de ilusiones ópticas de tipo geométrico fueron los valores fundamentales y más característicos de su obra.
Gran parte de su aprendizaje lo obtuvo de su padre, Emilio Mion Vianello, quien era cincelador, un oficio de linaje en Italia. Emilio se instruyó en la Academia Brera de Milán. Nedo, M. F. estudió en el Instituto Comercial y Técnico de Milán entre 1936 y 1940 y en la Academia de Bellas Artes de la misma ciudad.
A finales de la Segunda Guerra Mundial, ambos deciden abandonar Italia debido al clima político de aquellas fechas. Animados por la política venezolana de inmigración llegan a Caracas en 1950. Gracias a las relaciones públicas de su padre, uno de los primeros trabajos que tuvo en Venezuela fue la realización de una serie de ilustraciones para un periódico denominado "El País"; para el suplemento del diario “La Esfera, y para otros proyectos didáctico-comerciales como el diseño de emblemas, logotipos, revistas, catálogos, carteles y campañas publicitarias para distintas marcas venezolanas y extranjeras.
Entre 1952 y 1953 trabaja en la agencia de publicidad McCann Erickson de Venezuela y realiza trabajos eventuales para la agencia de publicidad venezolana Ars Publicidad. Este trabajo va desde el diseño de las cajas de cigarrillos marca “Negro Primero” y “Alaska” hasta una extendida campaña de la transnacional petrolera Mobil.
En 1959 asume la dirección artística de la revista “El Farol” , publicación institucional de la Creole Petroleum Corporation para la cual había efectuado con anterioridad algunos trabajos. Este mismo año suple a Gerd Leufert y a Carlos Cruz Diez en la sección de artes aplicadas de la Escuela de Artes Visuales Cristóbal Rojas; en la que tiempo después, impulsa la creación de la cátedra de Diseño, donde sería profesor durante 27 años. Entre 1962 y 1967 fue el director artístico de la Revista CaL.

## Legado
Al convertirse en el director artístico de El Farol, la revista ya había experimentado su primera transformación de la mano de Gerd Leufert, quien dirigió su producción entre 1957 y 1959, desligándola de un periodo "criollista", de excesos en la ilustración, e imponiéndole una diagramación tipográficamente coherente, y portadas abstractas de impacto visual y táctil que explotaban los verdaderos recursos de la imprenta.
Nedo, a quien le correspondería su dirección artística durante trece años, representando sesenta números consecutivos, y al menos cuatro cambios de su director, sin hablar de los cambios de la Gerencia de Relaciones Industriales de la Creole, la convierte en una bandera de las artes gráficas, esgrimida aquí y en otros países, como ejemplo de la excelencia y versatilidad lograda en la industria gráfica venezolana.
Esto obedece a que Nedo generó un concepto de diseño gráfico total en una publicación, cuyo verdadero deleite está en la relación entre las partes que se abren y se cierran con el paso de la página. Cambios de papel y cartulina, efectos de solapa, fluidez entre carátula y cuerpo del texto, caracterizan su autoría. La manera en que desarrollaba el tema, fuera histórico o científico, o explotara un efecto de trama para redimensionar la fotografía y la relación que establecía con las contraportadas, y especialmente el tratamiento que impartía al contenido, eran siempre sorprendentes y magistrales.
Continuaría diseñando esta revista hasta 1972, un lapso de trece años en los que sentó las bases del diseño racional total de una revista, planteándose la diagramación como una estructura animada que se convirtió en fuente de inspiración y de emulación para otra generación de diseñadores.
Su relación con Larry June, el tercer miembro de la tríada seminal del diseño gráfico contemporáneo venezolano, se desarrolla en el entorno de la imprenta caraqueña Cromotip, en donde ambos mantenían talleres de trabajo gracias a las publicaciones que diseñaban y allí imprimían.
Muchos fueron los trabajos que se cruzaron entre ellos. June dominaba el medio empresarial, diseñando los emblemas para un gran número de compañías emergentes de los años cincuenta y sesenta. Entre Nedo y June, y entre ambos y Leufert, se estableció una simbiosis de amistad y consenso gráfico que concluye sólo a la muerte de Larry en 1974.

## Exposiciones Individuales
- 1962 – Galería G, Caracas.
- 1969 – Reversibles, MBA.
- 1970 – “Relieves en el espacio”, Galería Estudio Actual, Caracas.
- 1971 – “Nueva geometría de Nedo”, Centro de Arte y Comunicación, Buenos Aires.
- 1972 – “Nueva geometría de Nedo”, Museo Provincial de Artes Visuales Rosa Galisteo de Rodríguez, Santa Fe, Argentina.
- 1974 – “Reversámbitos”, Museo Soto.
- 1975 – “Letromaquia”, MBA.
- 1980 – “Reversámbitos”, Galería La Pirámide Caracas.
- 1988 – “Nedo M.F. Una retrospectiva”, Centro de Arte La Estancia, Caracas.
- 1999 – “Homenaje”, Escuela Cristóbal Rojas-Celarg.
- 2003 - Homenaje en el Primer Congreso Internacional de Diseño Gráfico en Venezuela (COIDIGRA).

## Premios
- 1969 – Premio de Adquisición Sociedad de Amigos MBA, XXX Salón Oficial
- 1971 – Medalla de bronce (compartida con Gerd Leufert), “Exposición internacional del arte del libro”, Leipzig, Alemania
- 1972 – Bolsa de trabajo, I Exposición Las Artes Plásticas en Venezuela, MBA / Medalla de bronce, “Exposición internacional de artes gráficas”, Brno, República Checa
- 1979 – Medalla y mención de honor (compartido con Gerd Leufert, Santiago Pol y Álvaro Sotillo), “Exposición mundial de la estampilla”, Praga
- 1993 – Premio Nacional de Artes Plásticas, Caracas

## Colecciones
- Colección Cisneros, N.Y., U.S.A.
- Colección D.O.P., Paris - France.
- Colección Mercantil, Caracas - Venezuela.
- Fundación Nia Noa, Caracas - Venezuela.
- GAN (Galería de Arte Nacional)Caracas - Venezuela.
- Mamja
- Museo de Bellas Artes de Caracas.
- MOMA (Museo de Arte Moderno de New York), U.S.A.
- Museo de Arte Moderno,Bogotá - Colombia.
- Museo Soto, Ciudad Bolívar - Venezuela
- Universidad de Texas, Austin, U.S.A.